# 庄乐峰

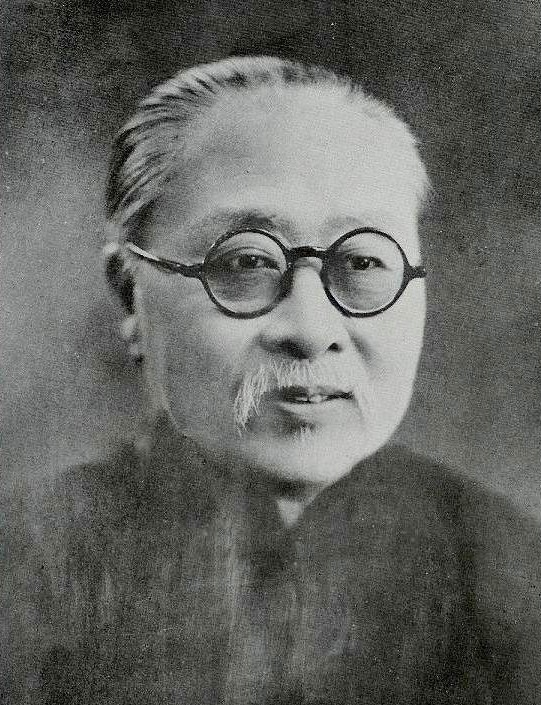
1938年《耀华年刊》上刊登的庄乐峰的照片

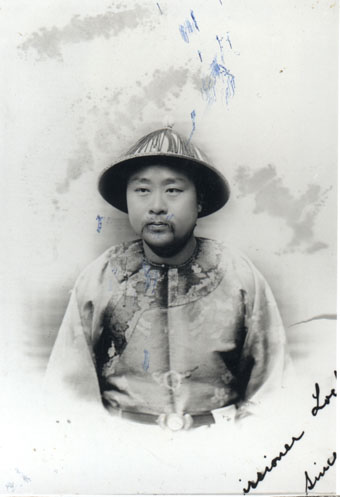
1906年6月22日庄乐峰的照片。照片説明為“J S Chwang”，即莊仁松的英文寫法

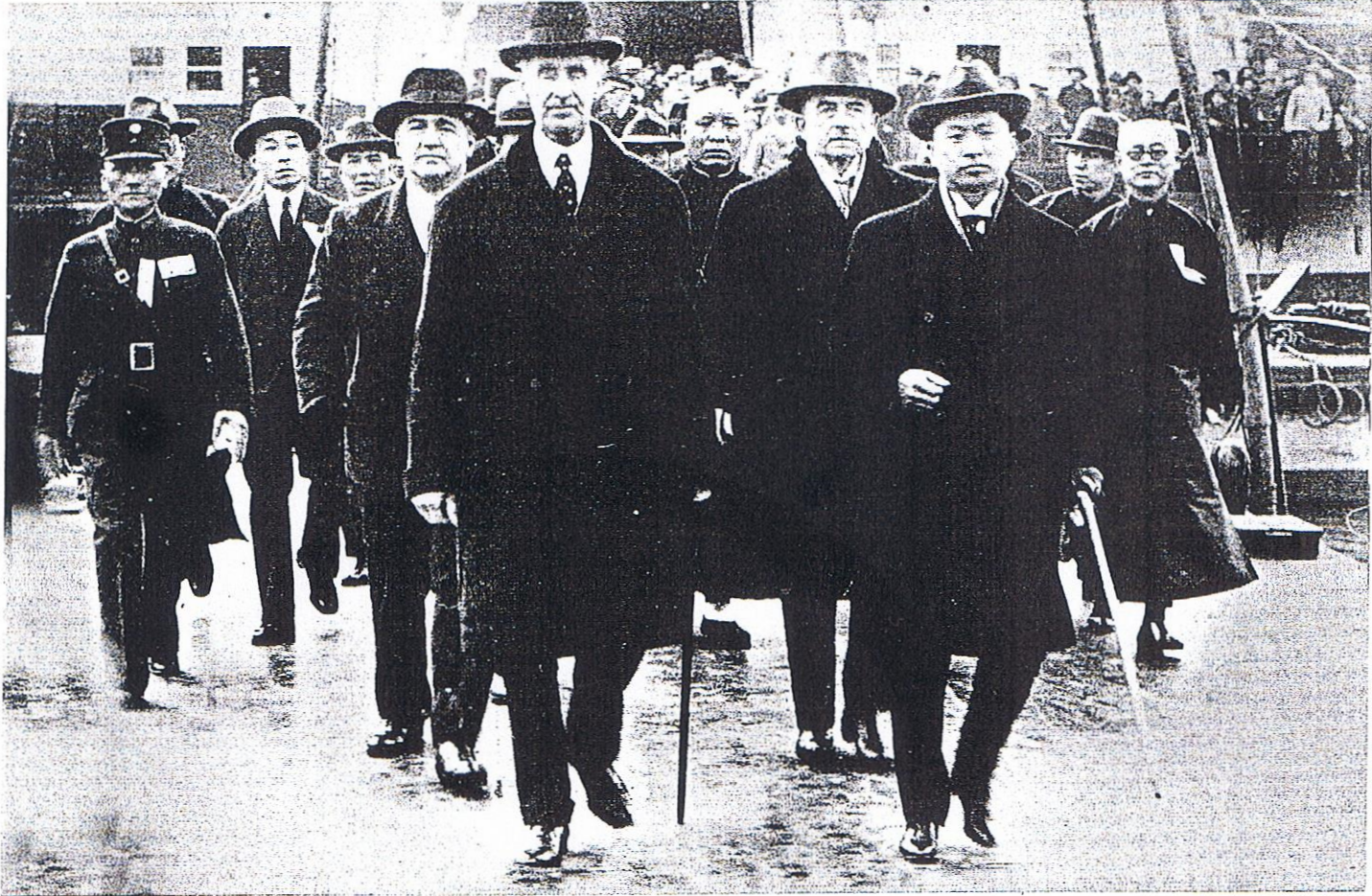
庄乐峰作为商界代表随同民国政府顾维钧先生与国联李顿爵士调查团赴大连调查九一八事变

庄乐峰（1873年—1949年），名仁松，字育文，号乐峰，以号行，男，江苏省丹阳县人，毕业于北洋水师学堂，中华民国天津实业家。曾参与山海关北洋铁路官学堂的创办，是天津英租界工部局华人董事，天津耀华学校创始人。

## 兴办实业
庄乐峰他早年就读于北洋水师学堂。在学堂训练的时候，庄乐峰因从桅杆上摔下，腿部受伤，虽然恢复但仍影响后续从军，因此以优等生毕业后留校任教。
1896年，北洋大学堂附设津榆铁路学堂成立，庄乐峰任中国教习。
1900年，铁路学堂停办解散后，庄乐峰担任清朝路矿大臣张翼的英文翻译:1193。1900年八国联军入侵期间，曾误把开平矿务局出卖给英国人，引起产权纠纷。庄乐峰受到牵连，一度避居青岛。
之后一直负责开滦煤矿南煤的销售业务，直至日本侵华战争爆发。
民国成立后，庄乐峰与同学黎元洪等人共同创办了中兴煤矿股份有限公司，并担任董事。
1927年，汉口、九江英租界被中国政府收回，天津英租界内兴起华人参政思潮兴起，已经成为实业家的庄乐峰成为首批华人董事之一。
1932年4月21日，作为商界代表，庄乐峰随同民国政府外交部长顾维钧先生与国联调查团成员李顿爵士前往大连，对“九一八事变”进行调查。
抗日战争爆发后，庄乐峰作为董事派人将中兴煤矿矿区内的所有地面设施埋入矿井，以防止煤矿落入日本人之手，并拒绝了日本方面在开滦煤矿为其委派的职务。
日军对庄乐峰怀恨在心，曾派遣宪兵队闯入法租界花园路10号的庄家住宅，企图以他吸食鸦片为名将其带走。然而，庄乐峰临危不惧，主动走到宪兵队长面前，要求其进行嗅闻检查。危急时刻，租界巡捕及时赶到，迫使日本宪兵队撤退。此后，日军仍对庄乐峰进行威胁恐吓，但未能得逞。

## 兴办教育
20年代至30年代初，庄乐峰先生任天津英租界工部局华人董事多年。鉴于天津租界内没有华人子弟学校的状况，他主张从税款中提取一部分和利用社会捐款，在租界内创办了第一所华人子弟学校，称天津公学，后更名为耀华学校。
天津公学因申请就读者与日俱增，旧校舍已无法容纳。英租界华人董事联名要求英租界工部局资助兴建新校舍，但遭英国董事以经费困难为由拒绝，最终中国董事决定自行募款建设，由庄乐峰主持募款事宜。
1937年七七事变后，天津南开中学校舍被日军占领破坏，作为耀华学校董事长的庄乐峰先生支持校长赵天麟先生，开设特班收留失去校舍的南开中学师生，支持赵天麟校长升国旗唱国歌，并默许在校学生的抗日锄奸活动。

## 故居与纪念
天津市耀华中学将植物园命名为“庄乐峰植物园”，以纪念学校的创始人庄乐峰先生。

## 家庭
庄乐峰育有一子庄义奎（1896年生），字云九。庄义奎早年就读于唐山交通大学，后赴美留学，毕业于康奈尔大学。归国后曾任山东鲁丰纱厂经理，1964年逝世。
庄义奎育有一子庄道宏（1919年生），字毅忱，出生于天津。庄道宏为哈佛大学工商管理硕士，曾在美国通用电气任职。1948年回国，任中国银行天津分行经理办公室主任。1949年后经历多次政治运动，1986年在天津去世。
庄道宏之子庄德辉，曾任中国科学院水生生物研究所研究员。